# Comuna Izmailivka, Oleksandria
Izmailivka (în ucraineană Ізмайлівка) este o comună în raionul Oleksandria, regiunea Kirovohrad, Ucraina, formată din satele Haiok, Izmailivka (reședința), Korolivka, Pișceanîi Brid, Pustelnîkove și Vîdne.

## Demografie
Componența lingvistică a comunei Izmailivka
     Ucraineană (95,5%)
     Rusă (3,09%)
     Alte limbi (1,41%)
Conform recensământului din 2001, majoritatea populației comunei Izmailivka era vorbitoare de ucraineană (95,5%), existând în minoritate și vorbitori de rusă (3,09%).